# Virgínia Amposta Amposta
Virginia Amposta Amposta (Pinell de Bray, 2 de abril de 1903 - Barcelona, 8 de agosto de 1939) fue una sindicalista y maestra española, vinculada a Pinell de Bray, San Vicente dels Horts y Viladecans.

## Biografía
Virginia Amposta fue una destacada activista, dirigente política y sindical, que tuvo una importante presencia y visibilidad pública, a nivel local, tanto en Pinell de Bray, como en San Vicente dels Horts y, posteriormente en Viladecans, hasta inicios de 1939.
El 10 de agosto de 1936, Amposta era representante del Comité de Defensa y Control de San Vicente dels Horts. Fue una de las representantes de la Sección de Oficios Varios del sindicato Unión General de Trabajadores (UGT). El 3 de agosto de 1936, firmó un documento como representante del Comité de Abastos de la localidad, junto a su compañero y también sindicalista, Adolf Casé Pitarque. Junto con él, Virginia Amposta pasó a residir en Viladecans, a partir del mes de octubre de 1936. Allí siguió con sus actividades sindicales donde actuó como articulista en el boletín local de la Confederación Nacional del Trabajo (CNT). También fue maestra en la escuela unificada de Viladecans, desde 1937.
El 25 de enero de 1939, las tropas del general Francisco Franco entraron en Viladecans. Allí fue detenida por la Falange Española Tradicionalista y de las Juntas de Ofensiva Nacional Sindicalista de San Vicente y trasladada primero a Molins de Rey y después a la cárcel de Hospitalet de Llobregat. En el mes de marzo se le hizo, junto a otros veinte encausados, un juicio sumarísimo donde fue condenada a muerte. Trasladada a la prisión de Les Corts, fue fusilada, junto con su compañero, en el Campo de la Bota, el 8 de agosto de 1939.
Su cuerpo fue enterrado en el cementerio del Fossar de la Pedrera de Montjuic. Un memorial, construido allí tras el franquismo, recuerda su nombre junto a otros, enterrados en ese lugar, víctimas de la represión franquista.